# Pseudophlegethontia
Pseudophlegethontia turnbullorum es una especie extinta de lepospóndilo perteneciente al clado Aistopoda, la cual vivió a finales del período Carbonífero en lo que hoy son los Estados Unidos. Los restos fósiles fueron descubiertos en el yacimiento de Mazon Creek, en el estado de Illinois.